# Limenitis paraeca
Limenitis paraeca är en fjärilsart som beskrevs av Bates 1864. Limenitis paraeca ingår i släktet Limenitis och familjen praktfjärilar. Inga underarter finns listade i Catalogue of Life.